# The Intern
The Intern är en amerikansk dramakomedifilm från 2015, regisserad av Nancy Meyers. Filmens protagonister spelas av Robert De Niro och Anne Hathaway med åtföljande roller från Rene Russo, Anders Holm, Andrew Rannells, Adam DeVine, Christina Scherer, och Zack Pearlman. Filmen släpptes den 25 september 2015 av Warner Bros.